# Cyanotis vaga
Cyanotis vaga är en himmelsblomsväxtart som först beskrevs av João de Loureiro, och fick sitt nu gällande namn av Schult. och Julius Hermann Schultes. Cyanotis vaga ingår i släktet Cyanotis och familjen himmelsblomsväxter. Inga underarter finns listade.